# Türkische Botschaft Abuja
Die Botschaft der Republik Türkei Abuja (Türkiye Cumhuriyeti Abuja Büyükelçiliği oder T.C. Abuja Büyükelçiliği) ist die höchste diplomatische Vertretung der Türkei in Nigeria. Seit 2021 ist Hidayet Bayraktar  Botschafter.
Die erste türkische Botschaft in Nigeria wurde am 30. August 1962 in Lagos eröffnet. Nachdem die Hauptstadt nach Abuja verlegt worden war, eröffnete dort am 1. September 1999 ein Kontaktbüro. 2001 wurde die Botschaft Lagos geschlossen und nach Abuja umgesiedelt. Die Botschaft Abuja ist neben Nigeria auch für Niger akkreditiert. Weiter ist die Botschaft auch die Ständige Vertretung der Türkei bei der Westafrikanischen Wirtschaftsgemeinschaft.